# Іксабепілон
Іксабепілон (англ. Ixabepilone), також відомий як азаепотилон B, кодова назва BMS-247550 — лікарський препарат, розроблений компанією «Bristol-Myers Squibb» як хіміотерапевтичний засіб для лікування раку. Іксабепілон вводиться внутрішньовенно, та продається під торговою назвою «Іксемпра».

## Історія
Іксабепілон — це напівсинтетичний аналог епотилону B, природної хімічної сполуки, що виробляється рослиною Sorangium cellulosum. Структурна різниця між епотилоном B та іксабепілоном полягає лише в заміщенні одного атома кисню на азот, що перетворює естер на амід. Сам епотилон B не міг застосовуватися як лікарський препарат через погану метаболічну стабільність та фармакокінетику. Іксабепілон був розроблений засобами медичної хімії для покращення цих властивостей.

## Фармакологія
Подібно до паклітакселу, Іксабепілон стабілізує мікротрубочки. Він є дуже потужним препаратом, здатним пошкоджувати ракові клітини в дуже низьких концентраціях, і зберігає активність у випадках, коли пухлинні клітини нечутливі до препаратів таксанового типу.

## Схвалення
16 жовтня 2007 року FDA США схвалило іксабепілон для лікування агресивного метастатичного або місцево-поширеного раку молочної залози, який більше не реагує на доступні на даний момент хіміотерапевтичні засоби. У листопаді 2008 року Європейське агентство з лікарських засобів відмовило у видачі дозволу на маркетинг іксабепілону.

## Клінічне використання
Іксабепілон у комбінації з капецитабіном продемонстрував ефективність у лікуванні метастатичного або місцево-поширеного раку молочної залози у пацієнтів після неефективної терапії антрацикліном та таксаном. Також препарат досліджувався у використанні в лікуванні неходжкінської лімфоми. У другій фазі дослідження в лікуванні раку підшлункової залози він показав деякі багатообіцяючі результати при самостійному застосуванні. Дослідження комбінованої терапії ще тривають.